# Sindaci di Viterbo
Di seguito l'elenco cronologico dei sindaci di Viterbo e delle altre figure apicali equivalenti che si sono succedute nel corso della storia.

## Podestà, Governatori e Legati (XV-XVI secolo)
- 1453 - Teseo degli Atti, da Todi, Podestà
- 1454 - Giovanni Niccolò Manzini, da Parma, Rettore; Battista Capodiferro, da Forlì, Podestà
- 1455 - Stefano Riardini, da Forlì, Governatore
- 1459 - Niccolò Capranica, da Roma, Podestà
- 1471 - Pietro Venimbeni, da Forlì, Podestà
- 1473 - Lucchesino Nigri, da Savona, Podestà
- 1482 - Stefano Nardini, da Forlì, Legato
- 1492 - Giovanni Medici, da Firenze, Legato
- 1494 - Alessandro Farnese, da Canino, Legato
- 1498 - Lodovico Cancellarii, da Roma, Podestà
- 1500 - Tommaso dall'Aste, vescovo di Forlì, Governatore
- 1502 - Nicolò Maria d'Este, da Ferrara, Governatore
- 1507 - Francesco Alidosi, da Imola, Legato

## Regno d'Italia (1870-1946)
| Periodo          | Periodo        | Primo cittadino               | Partito                    | Carica                  | Note |
| ---------------- | -------------- | ----------------------------- | -------------------------- | ----------------------- | ---- |
| 18 novembre 1870 | 25 aprile 1871 | Angelo Mangani                |                            | Sindaco                 | -    |
| 1871             | 1875           | Giacomo Lomellino D'Aragona   |                            | Sindaco                 | -    |
| 1875             | 1877           | Alessandro Polidori           |                            | Sindaco                 | -    |
| 1877             | 1878           | Crispino Borgassi             |                            | Sindaco                 | -    |
| 1878             | 1879           | Luigi Brancadoro              |                            | Sindaco                 | -    |
| 1879             | 1880           | Damaso Bustelli               |                            | Sindaco                 | -    |
| 1880             | 1881           | Enrico Pani Rossi             |                            | Delegato straordinario  | -    |
| 1881             | 1883           | Carlo Jannuccelli             |                            | Sindaco                 | -    |
| 1883             | 1885           | Innocenzo Nuvoli              |                            | Sindaco                 | -    |
| 1885             |                | Francesco Brunelli            |                            | Delegato straordinario  | -    |
| 1885             | 1889           | Pietro Signorelli             |                            | Sindaco                 | -    |
| 1889             | 1891           | Francesco Savini              |                            | Sindaco                 | -    |
| 1891             | 1895           | Giuseppe Bazzichelli          |                            | Sindaco                 | -    |
| 1895             | ?              | Clemente Carletti             |                            | Sindaco                 | -    |
|                  |                | Giuseppe Bazzichelli          |                            | Sindaco                 | -    |
|                  |                | Clemente Carletti             |                            | Sindaco                 | -    |
|                  |                | Giuseppe Bazzichelli          |                            | Sindaco                 | -    |
|                  |                | Giambattista Savini           |                            | Sindaco                 | -    |
| 1914             |                | Federico Chatelain            |                            | Regio commissario       | -    |
|                  |                | Luigi Battaglia               |                            | Sindaco                 | -    |
| 1919             |                | Alessandro Ciofi Degli Atti   |                            | Regio commissario       | -    |
| 1920             | 1922           | Giulio Paganini               |                            | Sindaco                 | -    |
| 1923             |                | Fabio Valente                 |                            | Commissario prefettizio | -    |
| 1923             | 1931           | Antonio Maturi                | Partito Nazionale Fascista | Sindaco poi Podestà     | -    |
| 1931             | 1934           | Filippo Ascenzi               | Partito Nazionale Fascista | Podestà                 | -    |
| 1934             | 1943           | Giuseppe Siciliani De Gentili | Partito Nazionale Fascista | Podestà                 | -    |
| 1943             | 1944           | Giuseppe Di Pancrazio         |                            | Commissario prefettizio | -    |
| 9 settembre 1944 | 1946           | Luigi Grispigni               | Partito Liberale Italiano  | Sindaco                 | -    |

## Repubblica italiana (dal 1946)
| Sindaci eletti dal Consiglio comunale (1946-1995)    | Sindaci eletti dal Consiglio comunale (1946-1995) | Sindaci eletti dal Consiglio comunale (1946-1995) | Sindaci eletti dal Consiglio comunale (1946-1995)  | Sindaci eletti dal Consiglio comunale (1946-1995)  | Sindaci eletti dal Consiglio comunale (1946-1995)  | Sindaci eletti dal Consiglio comunale (1946-1995) | Sindaci eletti dal Consiglio comunale (1946-1995) | Sindaci eletti dal Consiglio comunale (1946-1995) |
| Nominativo                                           | Nominativo                                        | Partito                                           | Partito                                            | Partito                                            | Partito                                            | Mandato                                           | Mandato                                           | Elezione                                          |
| Nominativo                                           | Nominativo                                        | Partito                                           | Partito                                            | Partito                                            | Partito                                            | Inizio                                            | Fine                                              | Elezione                                          |
| ---------------------------------------------------- | ------------------------------------------------- | ------------------------------------------------- | -------------------------------------------------- | -------------------------------------------------- | -------------------------------------------------- | ------------------------------------------------- | ------------------------------------------------- | ------------------------------------------------- |
|                                                      | Felice Mignone                                    |                                                   | Democrazia Cristiana                               | Democrazia Cristiana                               | Democrazia Cristiana                               | 24 aprile 1946                                    | 1951                                              | Elezione 1946                                     |
| 1951                                                 | Felice Mignone                                    | 30 maggio 1956                                    | Democrazia Cristiana                               | Democrazia Cristiana                               | Democrazia Cristiana                               | Elezione 1951                                     |                                                   |                                                   |
|                                                      | Domenico Smargiassi                               |                                                   | Democrazia Cristiana                               | Democrazia Cristiana                               | Democrazia Cristiana                               | 30 luglio 1956                                    | 1960                                              | Elezione 1956                                     |
| 1960                                                 | Domenico Smargiassi                               | 1965                                              | Democrazia Cristiana                               | Democrazia Cristiana                               | Democrazia Cristiana                               | Elezione 1960                                     |                                                   |                                                   |
|                                                      | Giuseppe Benigni                                  |                                                   | Democrazia Cristiana                               | Democrazia Cristiana                               | Democrazia Cristiana                               | 4 marzo 1965                                      | 1966                                              | Elezione 1964                                     |
|                                                      | Salvatore Arena                                   |                                                   | Democrazia Cristiana                               | Democrazia Cristiana                               | Democrazia Cristiana                               | 1966                                              | 8 gennaio 1970                                    | Elezione 1964                                     |
|                                                      | Santino Clementi                                  |                                                   | Democrazia Cristiana                               | Democrazia Cristiana                               | Democrazia Cristiana                               | 8 gennaio 1970                                    | 30 settembre 1970                                 | Elezione 1964                                     |
|                                                      | Rodolfo Gigli                                     |                                                   | Democrazia Cristiana                               | Democrazia Cristiana                               | Democrazia Cristiana                               | 30 settembre 1970                                 | 28 luglio 1975                                    | Elezione 1970                                     |
|                                                      | Rosato Rosati                                     |                                                   | Democrazia Cristiana                               | Democrazia Cristiana                               | Democrazia Cristiana                               | 28 luglio 1975                                    | 1980                                              | Elezione 1975                                     |
| 1980                                                 | Rosato Rosati                                     | 7 novembre 1983                                   | Democrazia Cristiana                               | Democrazia Cristiana                               | Democrazia Cristiana                               | Elezione 1980                                     |                                                   |                                                   |
|                                                      | Silvio Ascenzi                                    |                                                   | Democrazia Cristiana                               | Democrazia Cristiana                               | Democrazia Cristiana                               | Elezione 1980                                     | 7 novembre 1983                                   | 1985                                              |
| 1985                                                 | Silvio Ascenzi                                    | 14 febbraio 1986                                  | Democrazia Cristiana                               | Democrazia Cristiana                               | Democrazia Cristiana                               | Elezione 1985                                     |                                                   |                                                   |
|                                                      | Francesco Pio Marcoccia                           |                                                   | Democrazia Cristiana                               | Democrazia Cristiana                               | Democrazia Cristiana                               | Elezione 1985                                     | 14 febbraio 1986                                  | 3 marzo 1989                                      |
|                                                      | Giuseppe Fioroni                                  |                                                   | Democrazia Cristiana poi Partito Popolare Italiano | Democrazia Cristiana poi Partito Popolare Italiano | Democrazia Cristiana poi Partito Popolare Italiano | Elezione 1985                                     | 3 marzo 1989                                      | 25 luglio 1990                                    |
| 25 luglio 1990                                       | Giuseppe Fioroni                                  | 27 maggio 1995                                    | Democrazia Cristiana poi Partito Popolare Italiano | Democrazia Cristiana poi Partito Popolare Italiano | Democrazia Cristiana poi Partito Popolare Italiano | Elezione 1990                                     |                                                   |                                                   |
| Sindaci eletti direttamente dai cittadini (dal 1995) |                                                   |                                                   |                                                    |                                                    |                                                    |                                                   |                                                   |                                                   |
| Nominativo                                           | Nominativo                                        | Partito                                           | Partito                                            | Coalizione                                         | Coalizione                                         | Mandato                                           | Mandato                                           | Elezione                                          |
| Nominativo                                           | Nominativo                                        | Partito                                           | Partito                                            | Coalizione                                         | Coalizione                                         | Inizio                                            | Fine                                              | Elezione                                          |
|                                                      | Marcello Meroi                                    |                                                   | Alleanza Nazionale                                 |                                                    | FI-AN                                              | 27 maggio 1995                                    | 13 giugno 1999                                    | Elezione 1995                                     |
|                                                      | Giancarlo Gabbianelli                             |                                                   | Alleanza Nazionale                                 |                                                    | FI-AN-CCD                                          | 13 giugno 1999                                    | 13 giugno 2004                                    | Elezione 1999                                     |
|                                                      | Giancarlo Gabbianelli                             | FI-AN-UDC                                         | Alleanza Nazionale                                 | 13 giugno 2004                                     | 26 febbraio 2008                                   | Elezione 2004                                     |                                                   |                                                   |
|                                                      | Giovanna Menghini (Commissario prefettizio)       | –                                                 | –                                                  | –                                                  | –                                                  | 26 febbraio 2008                                  | 30 aprile 2008                                    | –                                                 |
|                                                      | Giulio Marini                                     |                                                   | Il Popolo della Libertà                            |                                                    | PdL-L. civiche                                     | 30 aprile 2008                                    | 12 giugno 2013                                    | Elezione 2008                                     |
|                                                      | Leonardo Michelini                                |                                                   | Indipendente                                       |                                                    | PD-SC-SEL                                          | 12 giugno 2013                                    | 27 giugno 2018                                    | Elezione 2013                                     |
|                                                      | Giovanni Arena                                    |                                                   | Forza Italia                                       |                                                    | FI-FdI-LN-L. civiche                               | 27 giugno 2018                                    | 27 dicembre 2021                                  | Elezione 2018                                     |
|                                                      | Antonella Scolamiero (Commissario prefettizio)    | –                                                 | –                                                  | –                                                  | –                                                  | 27 dicembre 2021                                  | 27 giugno 2022                                    | –                                                 |
|                                                      | Chiara Frontini                                   |                                                   | Indipendente                                       |                                                    | L. civiche                                         | 27 giugno 2022                                    | in carica                                         | Elezione 2022                                     |